# Лорициферы
Лорициферы (лат. Loricifera) — класс морских животных из типа Scalidophora или Cephalorhyncha. Некоторые систематики рассматривают таксон в ранге типа. Это очень мелкие (менее 0,5 мм) интерстициальные морские животные. Известно около 80 видов.

## Строение

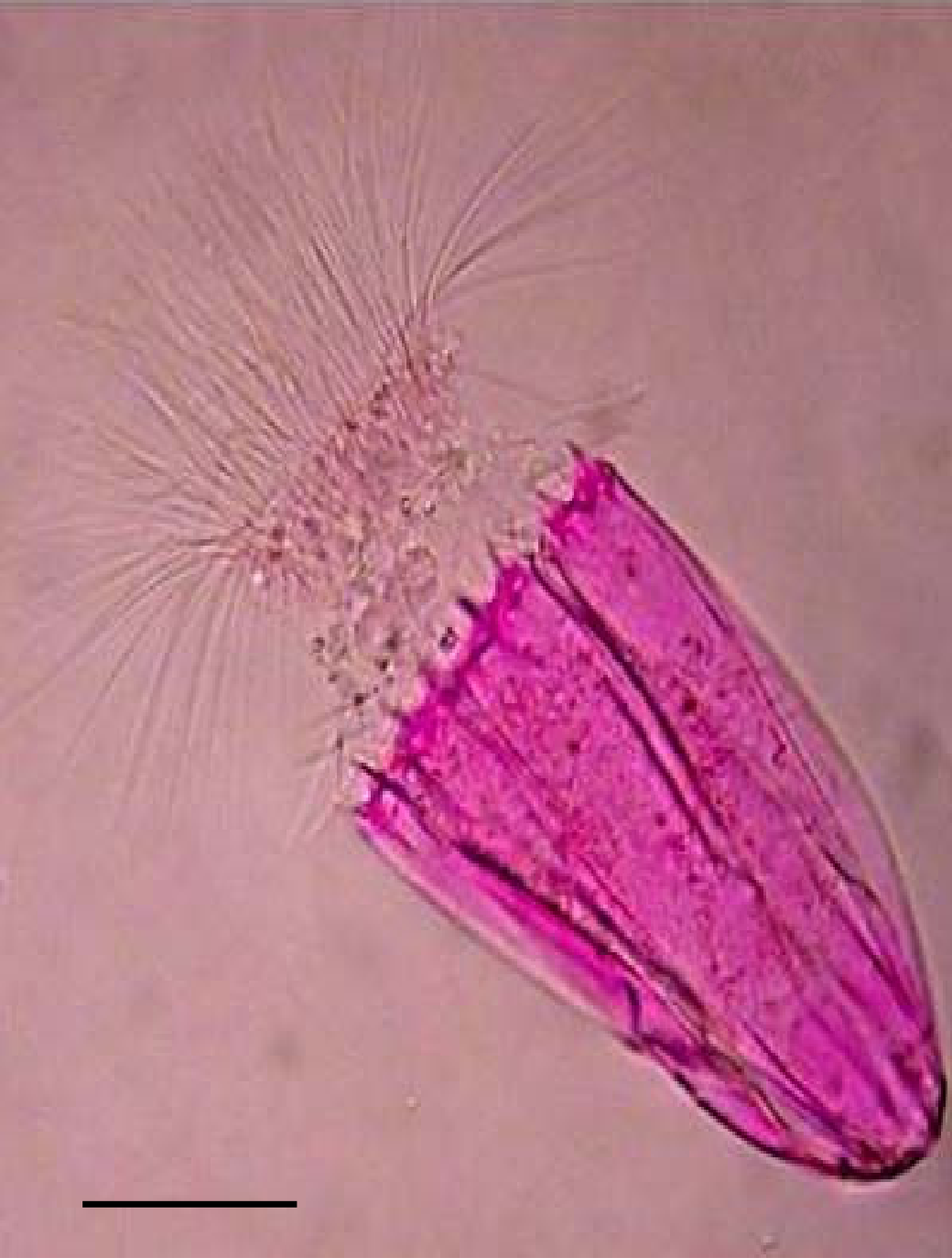
Лорицифера Spinoloricus cinziae, обитающая в бескислородной среде. Окрашивание бенгальским розовым. Масштабная линейка 50 мкм

Тело лорицифер состоит из почти 10 тысяч клеток, но по размерам они равны крупным инфузориям (от 80 до 400 мкм). Тело разделено на хобот и туловище, между которыми находится грудная область. На переднем конце хобота имеется выдвигающийся ротовой конус. Хобот тоже может быть втянут в передний конец панциря. Вворачивание хобота обеспечивается 30 мышцами-ретракторами, собранными в две группы. На хоботе располагается до 300 сложно устроенных скалид, которые, вероятно, выполняют сенсорные и локомоторные функции. Некоторые скалиды имеют внутренние мышцы.
Поверх эпидермиса залегает хитиновая кутикула, а снизу его подстилают отдельные мышечные клетки. Наиболее развитая кутикула находится на поверхности лорики — туловищного панциря. Внешне лорика похожа на панцирь коловраток, но у лорицифер она внеклеточная, а у коловраток — внутриклеточная. Лорика состоит либо из 6, либо из 22 длинных, расположенных параллельно кутикулярных пластинок. В области лорики кутикула состоит из склеротизированной эпикутикулы, интракутикулы и прокутикулы. В местах сочленения пластинок кутикула остаётся гибкой и несклеротизированной. Эпидермис представлен однослойным эпителием, отделённым от соединительной ткани базальной мембраной. Под базальной мембраной находятся мышцы тела. Они представлены продольными волокнами в комбинации с диагональными, спинно-брюшными или кольцевыми волокнами.
Пищеварительная система включает переднюю кишку, выстланную кутикулой, энтодермальную среднюю кишку и кутикуляризованную заднюю кишку. Рот находится на конце ротового конуса и ведёт в ротовую полость, вслед за которой идёт луковицеобразная глотка, состоящая из эпителиально-мышечных клеток и имеющая трёхлучевой вид на поперечном срезе. Глотка переходит в короткий кутикуляризованный пищевод, ведущий в среднюю кишку. Средняя кишка объёмная, выстлана микровиллярным всасывающим гастродермисом; на неё приходится большая часть кишечной трубки. Задняя кишка короткая и открывается наружу анальным отверстием около заднего конца тела. Судя по строению глотки и ротового конуса, лорициферы — плотоядные животные, которые высасывают соки из жертвы.
Нервная система залегает в толще эпидермиса. Мозг состоит из трёх колец и заполняет большую часть хобота. Ганглионизированный передний мозг (переднее кольцо) иннервирует хобот и скалиды. Средний мозг представляет собой волокнистый нейропиль без ганглиев. Задний мозг состоит из 10 ганглиев, от которых отходят 10 продольных нервных тяжей, причём два срединно-брюшных тяжа формируют двойной ганглионизированный нервный тяж.

## Размножение и развитие
Лорициферы раздельнополы, у некоторых видов даже выражен половой диморфизм, проявляющийся в строении и расположении скалид. Как у приапулид, органы выделения и половые органы объединены в мочеполовую систему. Гонады представлены парными мешками, в состав которых входит эпителий, дающий начало гаметам, и протонефридии. Гаметы и моча выходят в общий урогенитальный тракт, открывающийся вместе с анусом или недалеко от него. У одного вида были найдены семяприёмники, поэтому оплодотворение, по-видимому, внутреннее.
Особенности эмбрионального развития неизвестны. Из яйца выходит личинка особого типа, похожая на взрослую особь — хиггинсовская личинка. Её задний конец снабжён придатками, называемыми пальцами. У некоторых видов пальцы представляют собой широкие, снабжённые мышцами лопасти. Возможно, пальцы используются для плавания. У других представителей на кончиках тонких пальцев открываются железы, выделяющие клейкий секрет, служащий для прикрепления к субстрату.

## Распространение и местообитание
Лорициферы широко распространены в осадках разных типов (песчаных или илистых) на разных глубинах от тропиков до полярных вод. Плотность их популяций крайне невысокая, и отдельные особи очень прочно прикрепляются к частицам субстрата, поэтому обнаружить их очень трудно. Некоторые виды были найдены на бентосных веслоногих рачках и, по-видимому, являются эктопаразитами. Впервые лорициферы были описаны в 1983 году датским зоологом Р. М. Кристенсеном, который применил следующий метод выделения. Образец песка быстро погружается в пресную воду, отчего лорициферы отделяются от песчинок. Далее их отделяют путём фильтрации. Однако осмотический шок убивает лорицифер, и на данный момент удалось изучить только мёртвых животных. Лишь однажды удалось наблюдать живую личинку лорицифер.
Некоторые лорициферы были найдены в пробах грунта из Средиземного моря с глубины более 3 км и, по всей вероятности, являются единственными многоклеточными животными, которые всю жизнь проводят в бескислородной среде. Их митохондрии функционируют как гидрогеносомы, делая возможным анаэробное дыхание.

## Эволюция
Лорицифер нередко рассматривают как миниатюрных потомков более крупных животных вроде кембрийского ископаемого организма Sirilorica. Однако ископаемые остатки самих лорицифер неизвестны из-за их малого размера и неминерализованных покровов. В 2017 году был описан ископаемый кембрийский организм Eolorica deadwoodensis, возможно, являющийся древним представителем лорицифер.

## Классификация
По состоянию на июль 2018 года в типе лорицифер выделяют единственный отряд Nanaloricida, содержащий два семейства:
- Отряд Nanaloricida
  - Семейство Nanaloricidae
    - Род Armorloricus[англ.]
    - Род Australoricus[англ.] Heiner, Boesgaard & Kristensen, 2009
    - Род Culexiregiloricus Gad, 2009
    - Род Nanaloricus[англ.] Kristensen, 1983
    - Род Phoeniciloricus[англ.]

  - Семейство Pliciloricidae[англ.] Higgins & Kristensen, 1986
    - Род Pliciloricus[англ.] Higgins & Kristensen, 1986
    - Род Rugiloricus[англ.] Higgins & Kristensen, 1986
    - Род Titaniloricus[англ.]